# الغسيل العكسي (معالجة المياه)

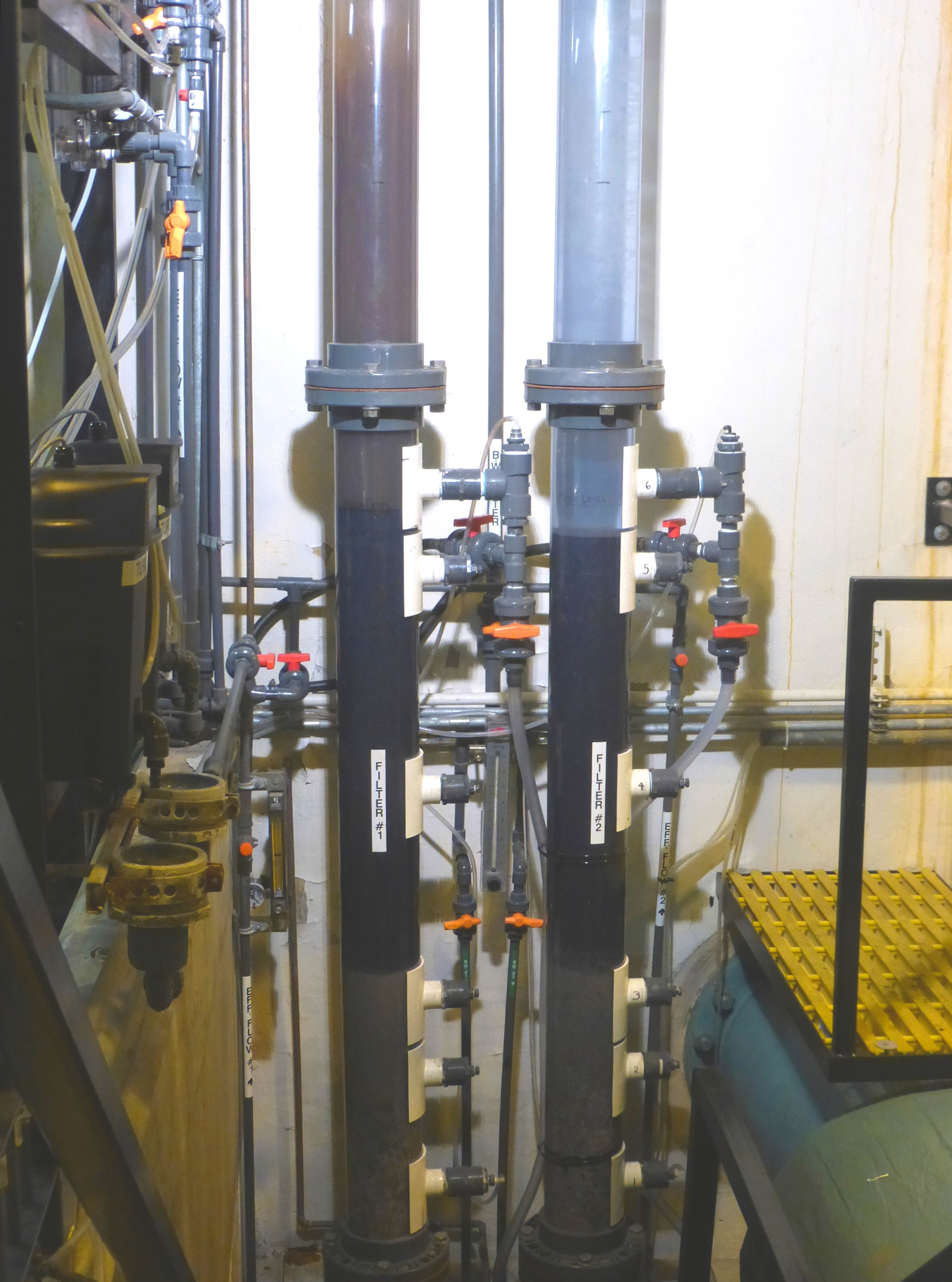
يتم تشغيل دورة الغسيل العكسي على المرشح الأيسر لأعمدة الاختبار في محطة تنقية المياه

إنّ مصطلح معالجة المياه يتضمن تنقية المياه، ومعالجة مياه الصرف الصحي، ويُشير الغسيل العكسي إلى ضخ المياه عكسياً من خلال وسائط مُرشحات، وأحياناً يتضمن الاستخدام المُتقطع للهواء المضغوط أثناء العملية . يمكن إعادة استخدام وسائط المرشحات ؛لان الغسيل العكسي هو شكل من أشكال الصيانة الوقائية.
في محطة معالجة المياه ، يمكن ان يكون الغسيل العكسي عملية تلقائية التشغيل يتم تشغيلها من خلال مفتاح تحكم منطقي برمجي . ويمكن تشغيل دورة الغسيل العكسي بعد فترة زمنية مُحددة، أو من خلال تعكر نفايات المرشح أكثر من توجيهات المعالجة، أو عندما يتجاوز الضغط التفاضلي عبر المرشح قيمة محددة.
تتضمن مرشحات معالجة المياه التي تستطيع الغسيل العكسي على : مرشح رملي سريع، ونظام تيسير المياه، ومرشح ضغط ومرشحات كربون منشط حُبيبي. يتم الغسيل العكسي للمرشح التراب الدياموتي بناءً على ترتيب خاص للمضخات والصمامات ومرشحات مُقترنة بنظام التنقية . تستخدم مرشحات الرملي البطيءومرشحات الشاشة ذاتية التنظيف آليات أخرى غير الغسيل العكسي لإزالة الجسيمات العالقة. يجب المحافظة على مرشحات معالجة المياه وذلك بتنظيفها بشكل دوري لإزالة الجسيمات، ويعتبر الغسيل العكسي غير الفعال أحد الأسباب الرئيسية لفشل مرشحات معالجة المياه.

## الإجراءات
يتضمن الغسيل العكسي لمرشحات وسائط حُبيبيّ على عدة خطوات :
أولا، يتم نزع المرشح عن الخط وتجفيف المياه إلى مستوى أعلى من سطح المرشح . وبعد ذلك، يدفع الهواء المضغوط لأعلى من خلال مادة المرشح التي تسبب توسع طبقة المرشح لتكسير طبقة المرشح المضغوطة واجبار الجسيمات المتراكمة على التعليق . بعد دورة تنظيف الهواء، اجبار ماء الغسيل العكسي النظيف بالصعود لاعلى خلال سطح المرشح لتوسيع سطح المرشحات وحمل الجسيمات إلى حوض الغسيل المعلق فوق سطح المُرشح .
في بعض التطبيقات، يتم دفق الماء والهواء متزامن إلى أعلى من خلال وسائط حبيبية يتبعها غسل ماء الشطف . يستمر الغسيل العكسي لفترة، أو حتى يقل عكر مياه الغسيل العكسي عن القيمة المُقرر.
في نهاية دورة الغسيل العكسي، يتم إيقاف التدفق التصاعدي للماء ويستقر سطح المرشح من خلال الجاذبية بمكوناتها الأولية .

## المعالجة
يحتوي ماء الغسيل العكسي المستخدم على تركيز عالي من الجسيمات . تتضمن عمليات العلاج النموذجية:التخثر والتلبد والترسيب.
```
حيث تتم العملية بإضافة البوليمرات العضوية الاصطناعية ذات وزن عالي جزيئي في بعض الأحيان لتسهيل تكوين كتلة قابلة للترسيب.
```

يمكن أن يتسبب فشل عملية معالجة الغسيل العكسي وإعادة إدخال المياه الناتجة ذات الجودة القليلة  في تيار تدفق محطة تنقية المياه الرئيسية في حدوث اضطرابات في العملية بشكل عام ويؤدي إلى إنتاج مياه شرب ذات معالجة قليلة الجودة.

## إعادة التدوير
هو إجراء للمحافظة على المياه، حيث تقوم العديد من محطات تنقية المياه بإعادة تدوير مياه الغسيل العكسي للتصفية، كما أصدرت وكالة حماية البيئة الأمريكية لائحة نهائية تحكم الممارسات المقبولة لإعادة تدوير مياه الغسيل العكسي. كان الهدف منها التقليل من الملوثات الميكروبية مثل الكريبتوسبوريديوم عن طريق تقليل احتمالية تيارات المنتج المعاد تدويرها لإزعاج كفاءة الإزالة لعمليات المعالجة الرئيسية.